# 库鲁德
库鲁德（Kurud），是印度恰蒂斯加尔邦Dhamtari县的一个城镇。总人口11469（2001年）。

## 人口
该地2001年总人口11469人，其中男性5756人，女性5713人；0—6岁人口1841人，其中男949人，女892人；识字率64.06%，其中男性为72.53%，女性为55.52%。